# Amolops assamensis
Amolops assamensis és una espècie d'amfibi anur del gènere Amolops de la família Ranidae. Va ser descobert en 2008 en Mayeng Hill Reservi Forest, Kamrup District, Assam en el nord-est de l'Índia.